# Adolf Rohde
Adolf Rohde (* 2. August 1880 in Ildehausen; † 12. Juni 1955 in Essen) war ein deutscher Tiefbau-Ingenieur und Bürgermeister der Städte Seesen und Itzehoe sowie Landrat des Kreises Steinburg in Schleswig-Holstein.

## Leben
Rohde absolvierte nach dem Abitur ein Tiefbau-Studium an der Technischen Hochschule Braunschweig und war dann als Diplom-Ingenieur als Regierungsbauführer und Regierungsbaumeister tätig. Als Student schloss sich Rohde im Jahr 1900 der Burschenschaft Thuringia Braunschweig an.
Von 1914 bis 1919 war Rohde Bürgermeister von Seesen. In der Weimarer Republik trat er der DVP bei und wurde als dessen Kandidat am 15. Juni 1919 als Zweiter Bürgermeister in den Magistrat der Stadt Itzehoe gewählt; am 16. Mai 1920 wurde Rohde dann Erster Bürgermeister Itzehoes. Er blieb Bürgermeister der Kreisstadt bis zum Jahr 1933 und residierte in einer Jugendstilvilla direkt am Marktplatz Itzehoes. Noch heute erinnert eine Gedenktafel an dem Gebäude und in den Räumen der Kanzlei Püschel und Fitz, welche heute die Räumlichkeiten nutzt, an Rohdes Wirken für die Region.
Unter Rohdes Führung wurde in Itzehoe unter anderem die Straße Langer Peter als Nordumgehung der damals noch kleinen Stadt gebaut. Nachdem Rohde am 29. April 1932 auf zwölf Jahre als Bürgermeister wiedergewählt worden war, wurde er schon 1933 von Nationalsozialisten am 15. April einige Tage in Schutzhaft genommen und aufgrund des Gesetzes zur Wiederherstellung des Berufsbeamtentums in den Ruhestand versetzt.
Nach Kriegsende wurden 1945 ihm zu Ehren an seinem 65. Geburtstag zwei Straßen zusammen in Adolf-Rohde-Straße umbenannt. Vom 25. Mai 1945 bis zum 27. Januar 1946 war er zudem hauptamtlicher Landrat des Kreises Steinburg, vom 28. Januar 1946 bis 30. April 1947 Oberkreisdirektor und vom 22. November 1948 bis zum 13. Mai 1950 ehrenamtlicher Landrat in Itzehoe.

## Bilder

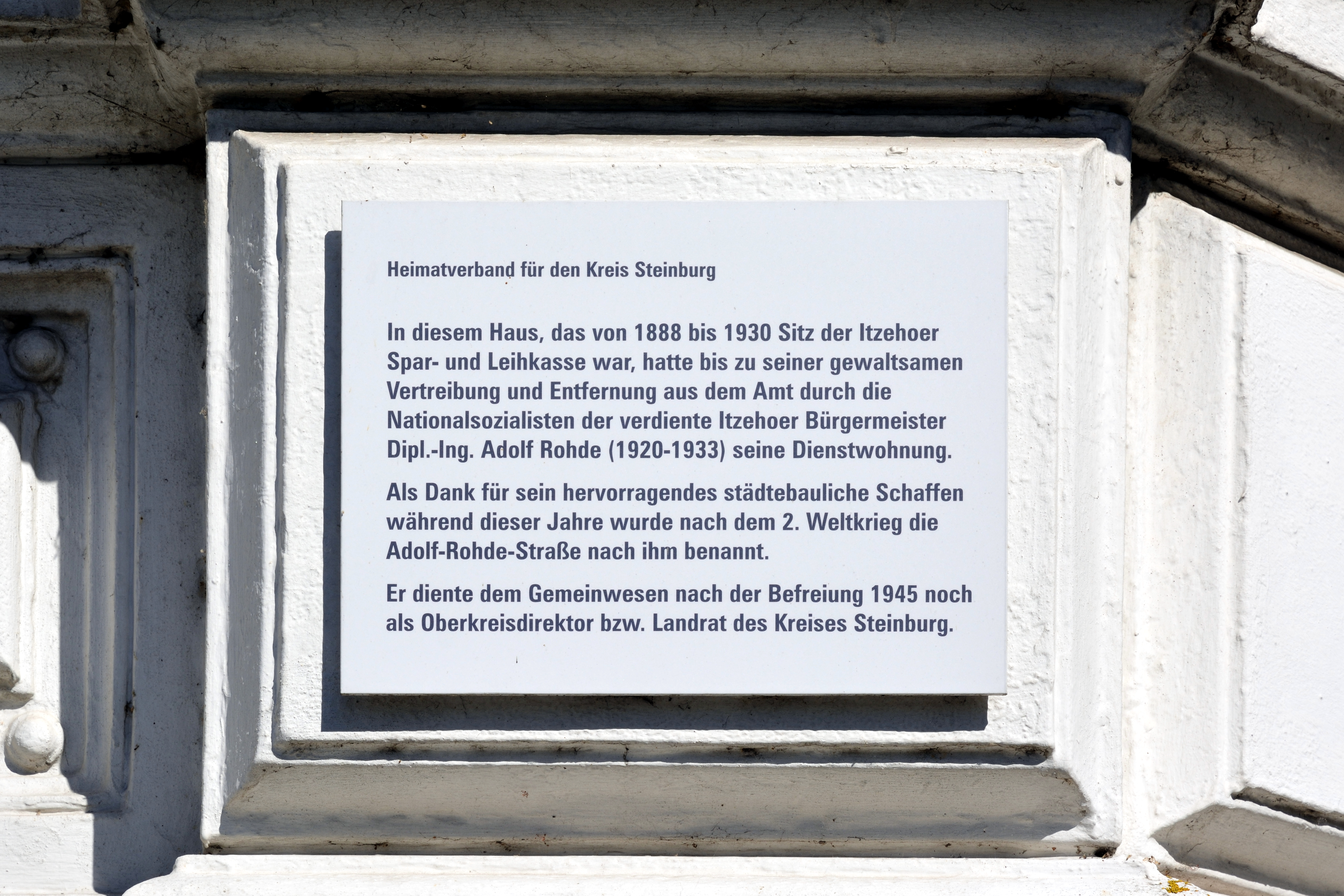
Gedenktafel am Wohnhaus von Rohde
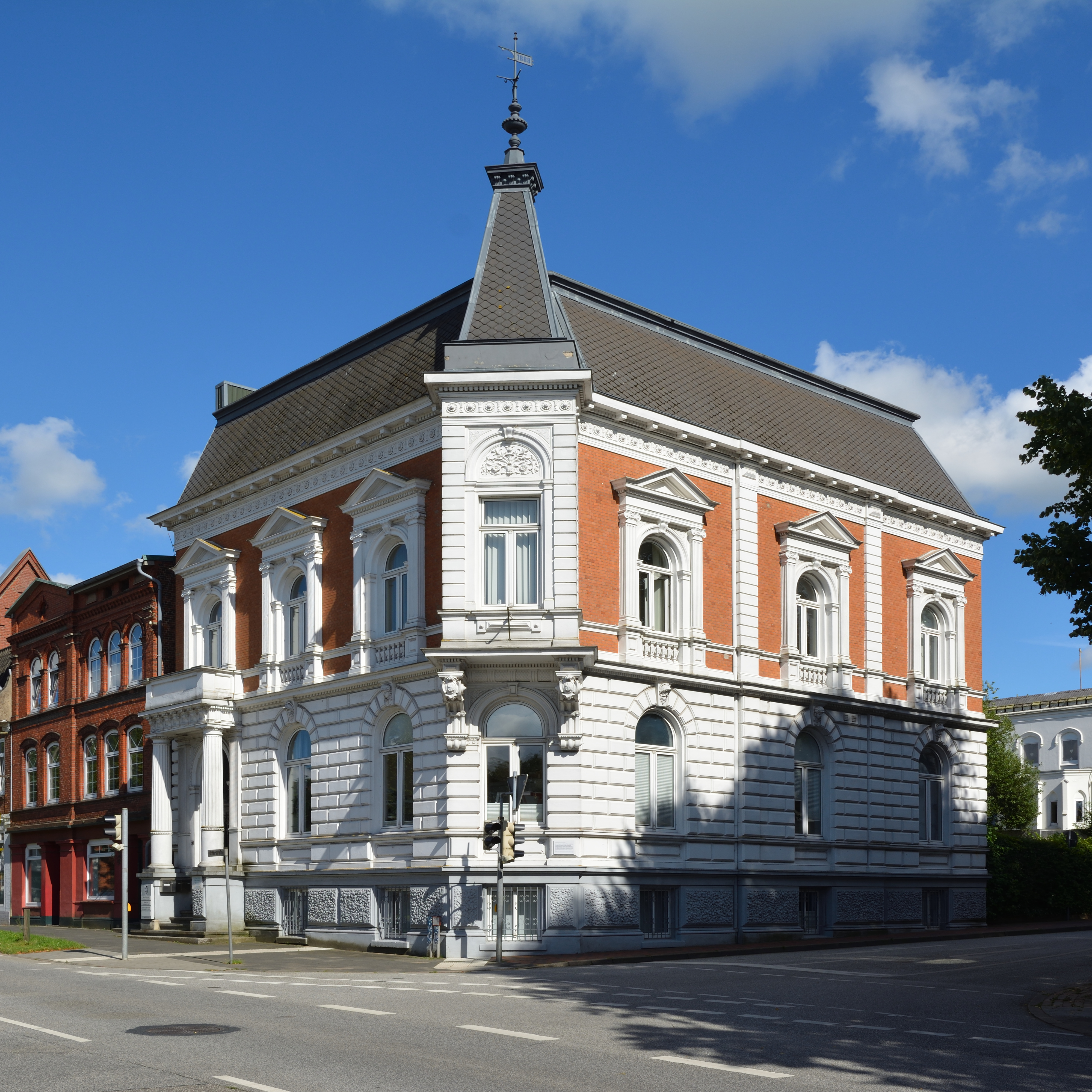
Wohnhaus von Rohde
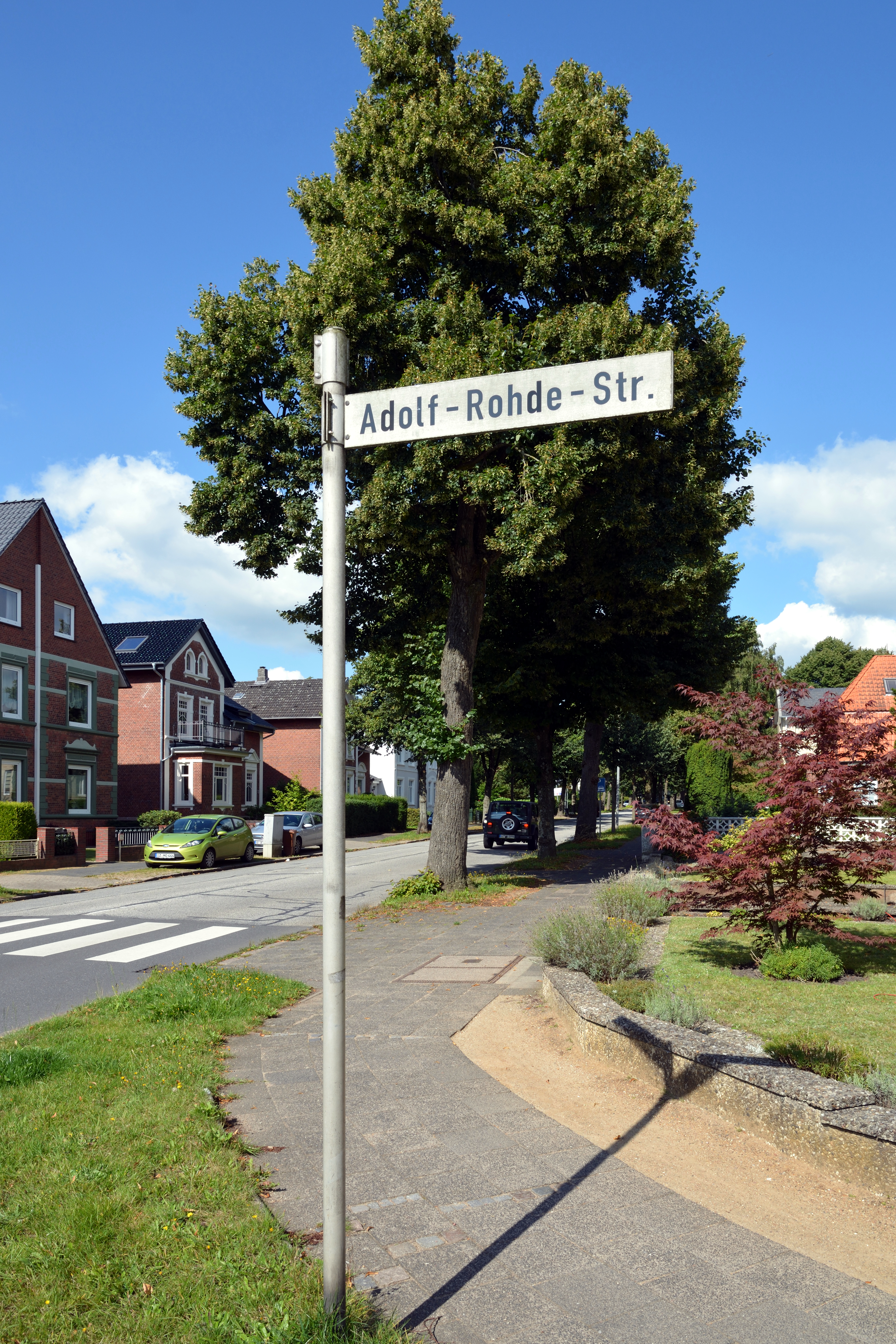
Straßenschild in Itzehoe